# 9K115 Metis
9K115 Metis (NATO naziv AT-7 Saxhorn) razvijen je 1978. godine u konstrukcijskom birou "Priborostrojenije" iz Tule. U oružane snage SSSR-a uveden je kao zamjena za stariji sistem 9K111 Fagot u ulozi protuoklopnog sredstva mehaniziranog pješadijskog bataljona. 

## Dizajn
Sustav Metis je namijenjen za uništavanje tenkova, oklopnih vozila, bunkera, utvrđenih objekata i drugih nepokretnih i pokretnih ciljeva na zemlji na daljinama do 1000 m. Sustav 9K115 Metis se sastoji od:
- Vođene rakete 9M115 u transportno-lansirnom kontejneru;
- Prijenosnog lansera 9P151;
- Uređaja za testiranje ispravnosti lansera;
- Rezervnog alata i pribora.

Raketa 9M115 ima poluautomatsko vođenje (operater održava ciljnik nišana na cilju, a podaci za vođenje se automatski primaju i prenose na raketu putem mikrokabela). Smještena je u hermetički zatvorenom transportno-lansirnom kontejneru koji se prije lansiranja postavlja na lanser 9P151. Kumulativna bojna glava mase 2,5 kg probija oko 500 mm homogenog čeličnog oklopa pod kutom od 90 stupnjeva. Raketni motor na čvrsto gorivo ubrzava raketu do maksimalnih 223 m/s. Minimalni domet projektila je 40 m, a maksimalni 1000 m.
Sistemom Metis se gađa iz ležećeg stava s tronošca ili s ramena. Raketa se može lansirati i iz zatvorenog prostora, ali treba voditi računa da iza lansera bude najmanje 6 m slobodnog prostora i da je zapremina prostorije veća od 100 m3.
Raketni sustav 9K115 Metis poslužuju dva vojnika. Operater nosi lanser i jednu raketu, dok pomoćnik nosi tri rezervne rakete.
Daljim razvojem sustava Metis nastao je protuoklopni kompleks 9K115-2 Metis-M (NATO naziv AT-13 Saxhorn). Metis-M koristi isti lansirni uređaj (9P115), ali novu i efikasniju raketu 9M131. Projektil 9M131 ima tandem-kumulativnu bojnu glavu koja probija reaktivni oklop i 800 mm homogenog čeličnog oklopa. Minimalni domet projektila je 80 m, a maksimalni 1500 m. Za sistem Metis-M razvijena je i raketa s bojnom glavom punjenom plinskim eksplozivom, koja je izuzetno efikasna u borbi protiv ljudstva, utvrđenih objekata i neoklopljenih vozila.

## Vanjske poveznice
|  | Zajednički poslužitelj ima još gradiva o temi 9K115 Metis |